# سلمى الجلبي
سلمى الجلبي هي مقدمة برامج إذاعية بريطانية وصحافية في بي بي سي ويلز. ولدت في المملكة المتحدة لأب عراقي والأم الإنجليزية وترعرعت في وينشستر.
وقد أنتجت العديد من الأفلام القصيرة عن وطن والدها، في محاولة ليس فقط لاكتشاف المزيد من جذورها العربية ولكن أيضا لمعالجة الافكار النمطية الإعلامية تجاه العراقيين. عملت مع وتلقت الدعم من فالي وفالي لفنون المجتمع (بالإنجليزية: Valley and Vale Community Arts)‏ عند إخراج وإنتاج فلم «أرض أبي» (بالإنجليزية: Land Of My Father)‏، جمعت الجلبي القصة عندما أجرت مقابلة مع عائلتها في فلم «أرض أبي» الأمر الذي ولد إلهاما لها لإنتاج فيلم «عيون زرقاء» (بالإنجليزية: Blue Eyes)‏، وهو فيلم قصير عن جدتها العراقية. تم تصميم فيلم العيون الزرقاء ضمن مشروع BBC Wales "Capture Wales" وحاز على جائزة الجولة الثانية من جوائز Commedia Millennium